# Angelin Bjerg
Angelin Bjerg är en bergskedja i Grönland (Kungariket Danmark). Den ligger i den östra delen av Grönland, 1 500 km nordost om huvudstaden Nuuk.